# Le Subdray
Le Subdray és un municipi francès, situat al departament de Cher i a la regió de Centre – Vall del Loira. L'any 2007 tenia 826 habitants.

## Demografia

### Població
El 2007 la població de fet de Le Subdray era de 826 persones. Hi havia 290 famílies, de les quals 40 eren unipersonals (28 homes vivint sols i 12 dones vivint soles), 95 parelles sense fills, 147 parelles amb fills i 8 famílies monoparentals amb fills.
La població ha evolucionat segons el següent gràfic:
Habitants censats

### Habitatges
El 2007 hi havia 319 habitatges, 293 eren l'habitatge principal de la família, 7 eren segones residències i 19 estaven desocupats. 316 eren cases i 3 eren apartaments. Dels 293 habitatges principals, 273 estaven ocupats pels seus propietaris, 12 estaven llogats i ocupats pels llogaters i 8 estaven cedits a títol gratuït; 5 tenien dues cambres, 18 en tenien tres, 56 en tenien quatre i 214 en tenien cinc o més. 246 habitatges disposaven pel capbaix d'una plaça de pàrquing. A 89 habitatges hi havia un automòbil i a 200 n'hi havia dos o més.

### Piràmide de població
La piràmide de població per edats i sexe el 2009 era:
| Homes | Edats   | Dones |
| ----- | ------- | ----- |
| 0     | 95 o +  | 0     |
| 0     | 90 a 94 | 0     |
| 4     | 85 a 89 | 0     |
| 0     | 80 a 84 | 4     |
| 4     | 75 a 79 | 4     |
| 16    | 70 a 74 | 12    |
| 8     | 65 a 69 | 8     |
| 16    | 60 a 64 | 8     |
| 12    | 55 a 59 | 12    |
| 8     | 50 a 54 | 20    |
| 32    | 45 a 49 | 24    |
| 36    | 40 a 44 | 16    |
| 32    | 35 a 39 | 52    |
| 60    | 30 a 34 | 48    |
| 16    | 25 a 29 | 24    |
| 16    | 20 a 24 | 0     |
| 12    | 15 a 19 | 12    |
| 32    | 10 a 14 | 20    |
| 40    | 5 a 9   | 44    |
| 32    | 0 a 4   | 20    |

## Economia
El 2007 la població en edat de treballar era de 550 persones, 425 eren actives i 125 eren inactives. De les 425 persones actives 408 estaven ocupades (214 homes i 194 dones) i 18 estaven aturades (6 homes i 12 dones). De les 125 persones inactives 42 estaven jubilades, 61 estaven estudiant i 22 estaven classificades com a «altres inactius».

### Ingressos
El 2009 a Le Subdray hi havia 329 unitats fiscals que integraven 952,5 persones, la mediana anual d'ingressos fiscals per persona era de 23.051 €.

### Activitats econòmiques
Dels 47 establiments que hi havia el 2007, 2 eren d'empreses extractives, 1 d'una empresa alimentària, 1 d'una empresa de fabricació de material elèctric, 1 d'una empresa de fabricació d'elements pel transport, 6 d'empreses de fabricació d'altres productes industrials, 6 d'empreses de construcció, 6 d'empreses de comerç i reparació d'automòbils, 3 d'empreses de transport, 8 d'empreses d'hostatgeria i restauració, 1 d'una empresa financera, 3 d'empreses immobiliàries, 5 d'empreses de serveis, 1 d'una entitat de l'administració pública i 3 d'empreses classificades com a «altres activitats de serveis».
Dels 5 establiments de servei als particulars que hi havia el 2009, 1 era una fusteria, 1 electricista, 1 restaurant, 1 agència immobiliària i 1 saló de bellesa.
L'any 2000 a Le Subdray hi havia 10 explotacions agrícoles que ocupaven un total de 1.870 hectàrees.

## Equipaments sanitaris i escolars
El 2009 hi havia una escola elemental integrada dins d'un grup escolar amb les comunes properes formant una escola dispersa.

## Poblacions més properes
El següent diagrama mostra les poblacions més properes.